# Úlpia Marciana
Úlpia Marciana o simplement Marciana va ser la germana de Trajà. Va néixer abans de l'any 50, i era filla de Màrcia i de Marc Ulpi Trajà.
Segons un panegíric que li va fer Plini el Vell, era una dona de grans mèrits i virtuts. Va ser la mare de Matídia que al seu torn era mare de Víbia Sabina, esposa d'Hadrià. No es coneix el nom del seu marit, un Matidius, potser Gai Saloni Matidi Patruí, pretor i membre del col·legi de sacerdots dels Fratres Arvales. Plini diu que el senat li havia atorgat el títol d'Augusta, que també consta en algunes monedes i inscripcions. Va viure, amb la seva filla i les seves netes, a la casa familiar de Trajà i de la seva dona Pompeia Plotina, de la que era molt amiga.
A la seva mort va ser proclamada deessa (Diva). No se sap quan va morir però encara vivia el 106, ja que se l'esmenta en una inscripció, i ja era morta el 115 segons diu una segona inscripció. En honor seu Trajà va anomenar la ciutat de Marcianòpolis a la Mèsia, a la vora de l'Euxí. També Trajà, cap a l'any 100, va fundar la Colonia Marciana Ulpia Trajana Thamugaudi (actualment Timgad), que es deia així en honor de la seva mare Màrcia, el seu pare Marc Ulpi Trajà i d'Úlpia Marciana.